# Oberanven
Oberanven (lb. Ueweraanwen) – wieś (Uertschaft) w środkowym Luksemburgu, w kantonie Luksemburg, siedziba administracyjna gminy Niederanven. Do 3 października 2015 miejscowość leżała w dystrykcie Luksemburg. Liczy 753 mieszkańców (1 stycznia 2023). 